# リエンクオン国際空港
- リエンケオン国際空港
- リエンクーン国際空港

リエンクオン国際空港（リエンクオンこくさいくうこう、ベトナム語: Sân bay quốc tế Liên Khương、英語: Lien Khuong International Airport）は、ベトナム・ラムドン省のダラット近郊のドゥクチョン県にある国際空港である。
従来は軍事用空港であったが、2004年に民間に転用された。2007年には国際空港に昇格した。2016年よりベトジェットエアが国際線の運行を開始した。
ダラット市内までは、タクシーで所要時間、約40分(タクシー会社によりパッケージ料金160,000-220,000ドン)。就航便に合わせてバスの運行もある(40,000ドン)。

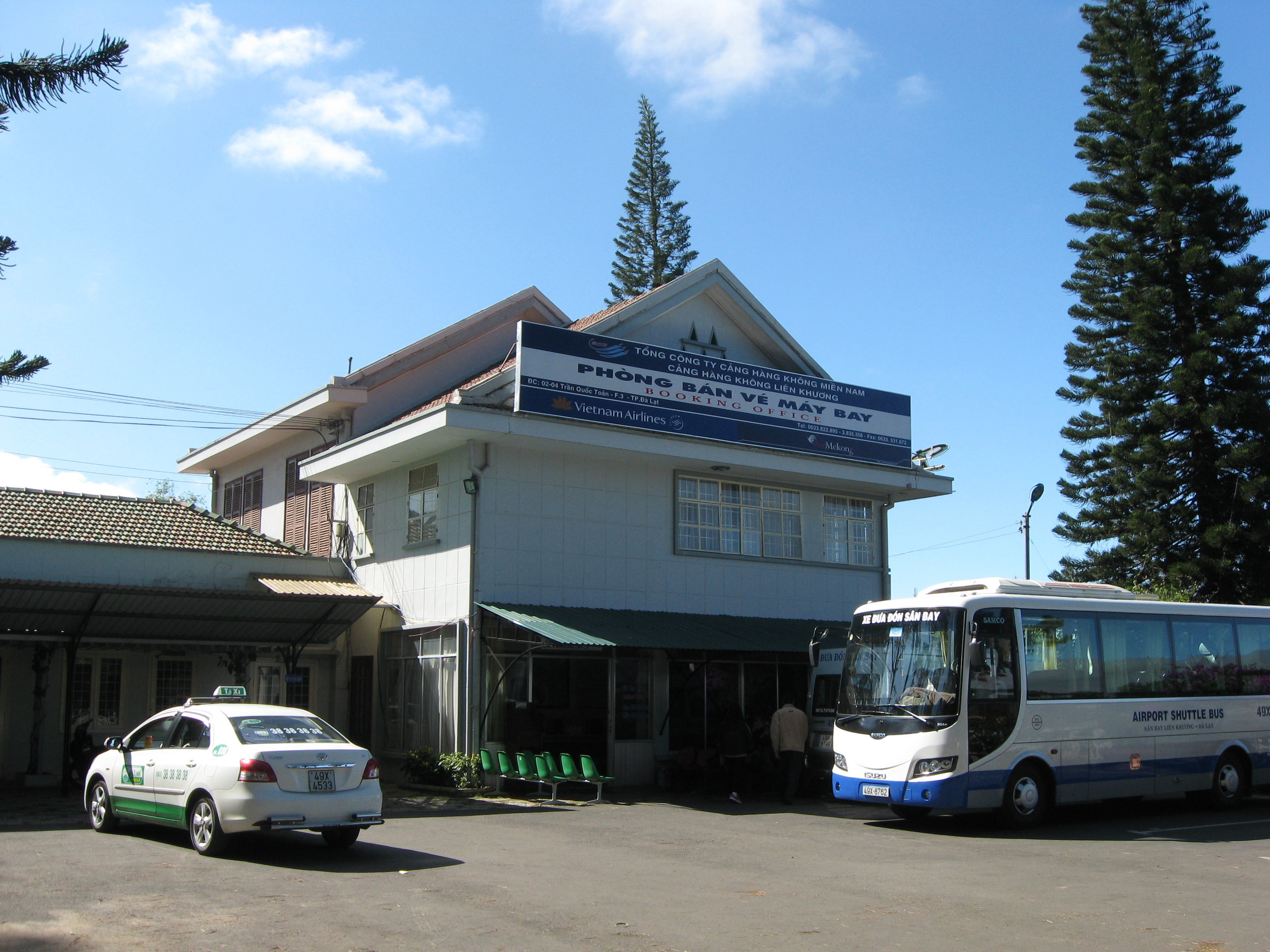
ダラット市内のベトナム航空オフィスとリムジンバス

## 就航航空会社と就航地
| 航空会社               | 就航地                                                   |
| ---------------------- | -------------------------------------------------------- |
| ベトナム航空           | ホーチミン、ハノイ、ダナン                               |
| ベトジェットエア       | ホーチミン、ハノイ、ハイフォン、ヴィン、カントー、ダナン |
| バンブー・エアウェイズ | ホーチミン、ハノイ                                       |
| エアアジア             | クアラルンプール                                         |

### 運休・廃止路線
| 航空会社               | 就航地                    |
| ---------------------- | ------------------------- |
| バンブー・エアウェイズ | ダナン                    |
| ベトジェットエア       | ソウル/仁川、釜山、石家荘 |
| ベトナム航空           | フエ、フーコック島        |

2025年4月現在